# Corethrella selvicola
Corethrella selvicola är en tvåvingeart som beskrevs av Lane 1939. Corethrella selvicola ingår i släktet Corethrella och familjen Corethrellidae. Inga underarter finns listade i Catalogue of Life.